# دیوید بروم
دیوید بروم (انگلیسی: David Broome؛ زادهٔ ۱ march ۱۹۴۰ (۸۵ سال)) ورزشکار اهل بریتانیا است.
وی در مسابقات کشوری و بین‌المللی در مجموع برندهٔ ۶ مدال طلا، ۳ مدال نقره، ۵ مدال برنز شده‌است.